# Сорокин, Григорий Эммануилович
Григо́рий Эммануи́лович Соро́кин (1898, Бобруйск, Минская губерния — 1954 (1953-1955?), Абезьский лагерь (Минлаг), посёлок Абезь, Коми АССР) — русский советский поэт, прозаик, издательский работник. Переводчик стихов и прозы.

## Биография
Г. Э. Сорокин родился в 1898 году в уездном городе Минской губернии Бобруйске в семье торговца аптекарскими товарами Менделя Мовшевича Соркина. В 1918 году окончил школу, служил в РККА.
После армии учился в педагогическом институте им. Герцена.
Работал инструктором культотдела губпросвета (1921). Он писал и переводил стихи, прозу. В конце 1921 (или в начале 1922 года) поэт-имажинист Сорокин приехал на несколько дней в Москву. Там он сразу же оказался в компании Есенина, Мариенгофа и их друзей. Читал с ними стихи в одном из кафе, принадлежавшем одной из анархистских групп. После чтения хозяева кафе принесли книгу почетных посетителей, в которой поэты и расписались. После эта книга попала в архив НКВД, где и вспомнили о ней при аресте Сорокина в конце 40-х.
Вместе с Николаем Брауном, Борисом Лавренёвым и Михаилом Козаковым Сорокин входил в литературную группу «Содружество», опубликовал в 1925 году сборник «Галилея» в издательстве «Эрато» (Л.).
В 1923—1926 работал в издательстве «Прибой», в 1928—1935 был заведующим «Издательством писателей в Ленинграде», затем заведующим отделом прозы в Военно-морском издательстве. Вел активную и очень дружескую переписку с Пастернаком перед выходом его однотомника в Ленинграде в 1933 году. Всю войну прошёл на действительной службе военным корреспондентом, издал несколько небольших книг о летчиках и моряках Черноморского флота. В 1956 одна из них была переиздана.
В послевоенные годы (в 1948—1949 гг) был главным редактором ленинградского отделения издательства «Советский писатель», исполнял обязанности директора. Проживал в писательском доме: Ленинград, набережная канала Грибоедова, д. 9, кв. 19.
В ходе борьбы с «безродными космополитами» 30 июня 1949 года Сорокина арестовали. 22 февраля 1950 года ОСО при МГБ СССР он был приговорен по ст. 58-10, 11 к десятилетнему заключению в ИТЛ. Наказание отбывал в лагпункте № 5 Абезьского отделения Минлага в посёлке Абезь Кожвинского района Коми АССР. Ещё до начала широкой реабилитации, дело Сорокина было пересмотрено и прекращено. Он был реабилитирован 29 мая 1954 года. Его вызвали в контору, объявили о прекращении дела и велели собираться на свободу. По дороге в барак за вещами Сорокин умер от разрыва сердца.

## Семья
- Брат — Виктор Менделевич Соркин (1904 — после 1991), авиационный инженер, главный конструктор и директор предприятия МНПК «Авионика».
- Жена — Нина Николаевна Сорокина (урождённая Бажанова, 1898 — после 1976), переводчица. Выпускница Императорского Воспитательного общества благородных девиц ((1916)). Правнучка протопресвитера В. Б. Бажанова, сестра генерал-лейтенанта авиации Ксенофонта Бажанова, расстрелянного в 1938 г.[4]